# Léo Júnior
Leovegildo Lins da Gama Júnior (sinh 29 tháng 6 năm 1954), được biết đến đơn giản với cái tên Júnior hay Léo Júnior, là một tiền vệ bóng đá người Brasil.
Ông có 74 lần khoác áo Brasil và tham dự hai kỳ World Cup là World Cup 1982 và World Cup 1986.
Năm 2004, Pelé chọn ông là một trong 125 huyền thoại sống của bóng đá thế giới trong FIFA 100.